# 시학관
시학관(視學官)은 대한제국과 일제강점기의 교육 전문직 관직 명칭으로, 1894년(고종 31년) 학무부를 설치했을 때 처음 도입되었다. 교육기관과 수업 내용을 감찰, 지도감독하는 역할이었다. 대한제국에서는 황제 또는 학무대신이 임명하는 직위였으나, 1910년 10월 2일 조선총독부 설치 이후 훈도(교사)나 부교장, 학감, 교장 등이 소정의 시험을 보고 전직하는 형태로 변경되었다.
조선 고종이 행정기관을 개편하면서 예조와 이조에 일부 나뉘어 있던 학문, 교육 관련 사무를 통합한 부서인 학무부를 창설하고, 학무부 소속으로 시학관을 두었다. 1910년 일제강점기 이후에는 조선총독부의 학무국과 각 도청의 학무국에 소속되어 있으면서, 국공립 학교와 사립학교를 지도감독하였다. 해방 이후에도 시학관이라는 명칭을 쓰다가, 1948년 7월 17일 대한민국 제헌 국회에서 시학을 장학으로 명칭을 바꾸고, 직종과 직급도 장학사와 장학관, 교육연구사와 교육연구관으로 분리시켰다.

## 같이 보기
- 학부
- 장학사
- 장학관